# Centre de formation à la survie et au sauvetage
Le centre de formation à la survie et au sauvetage (CFSS) est un centre interarmées implanté sur la base aérienne 120 de Cazaux.

## Description
Le personnel qui le compose est issu des trois armées :
•90 % issus de l'armée de l'air et de l'espace, 
•5 % issus de la marine nationale,
•5 % issus de l'armée de terre.

## Historique

### 2001
Issue de l'escadron de survie opérationnelle et des parachutistes d'essais (ESOPE) du centre d'expérience aériennes militaire (CEAM) de la base aérienne 118 de Mont-de-Marsan, la Division de formation à la survie et au sauvetage (DFSS) est créée et rattachée à l'escadron d'hélicoptères 01.067 "Pyrénées" sur la base de Cazaux à l'été 2001.

### 2006
Dans le cadre de son transfert vers la Brigade aérienne des forces de sécurité et d'intervention (BAFSI) du Commandement des forces aériennes (CFA) puis de son autonomie, la DFSS est alors rattachée au Centre de formation des techniciens de la sécurité de l'armée de l'air (CFTSAA) au 1er septembre 2006.

### 2007
L'année suivante, par décision portant création d'unités est créé le Centre de formation à la survie et au sauvetage 61.566 (CFSS).

## Missions
La mission principale du CFSS est d'assurer la formation du personnel navigant et/ou embarqué des trois armées dans le domaine de la survie tous milieux (désertique, équatoriale, temps froid, tempéré) et tous temps (paix et guerre).
Son niveau d'expertise lui permet de délivrer des qualifications OTAN SERE allant jusqu'au niveau C.
Les formations s'adressent également aux armées étrangères ainsi qu'aux organisations civiles.
Chaque année, près de 600 personnes sont formées au sein de cette unité.

## Les stages proposés
Le CFSS propose différents types d'actions de formation suivant le profil des stagiaires.

### Stage survie maritime et terrestre
Ce stage donne les bases de la survie en temps de paix.

### Stage survie au combat
Au cours de ce stage, le personnel apprend à survivre en zone hostile.

### Stage S.E.R.E. commando
Stage combinant les notions du stage survie maritime et terrestre et les notions du stage survie au combat. A cela, s'ajoutent des formations spécifiques au public cible du stage.

### Stage de survie en milieu froid
L'objectif de ce stage est d'apprendre et de mettre en application les techniques spécifiques à ce milieu.

### Stage de survie en milieu équatorial
L'objectif de ce stage est d'apprendre et de mettre en application les techniques spécifiques à ce milieu.

### Stage de survie en milieu désertique
L'objectif de ce stage est d'apprendre et de mettre en application les techniques spécifiques à ce milieu.

## Culture populaire
Le métier des spécialistes SERE et certaines techniques apparaissent dans différents films notamment :
- The hunted - 2003, Réalisation William Friedkin
- S.E.R.E. - 2008, Réalisation Angus Fletcher